# Keiko Fukuda

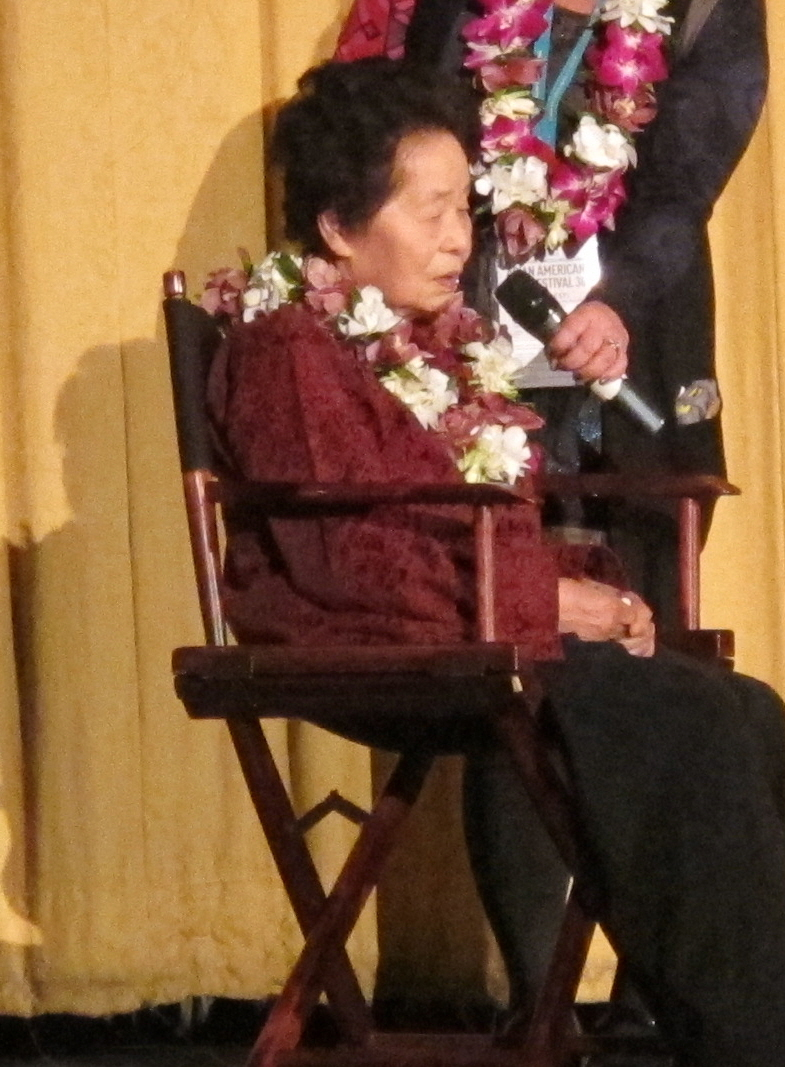
Keiko Fukuda im Interview, 11. März 2012

Keiko Fukuda (jap. 福田 敬子 Fukuda Keiko; * 12. April 1913 in der Präfektur Tokio; † 9. Februar 2013 in San Francisco) war eine US-amerikanische Judoka japanischer Herkunft. Sie wurde 2011 im Alter von 98 Jahren als erste Frau vom Amerikanischen Judo Verband mit dem höchsten Meistertitel ihrer Sportart, dem 10. Dan ausgezeichnet.

## Leben
Keiko Fukuda stammte aus einer Sportlerfamilie: Ihr Großvater war ein japanischer Jiu-Jitsu-Meister. Sie lernte zunächst Kalligraphie, Ikebana sowie die Teezeremonie und studierte Japanische Literatur an der Shōwa-Frauenuniversität. Ihre Judo-Ausbildung erhielt sie ab 1935 bei Kanō Jigorō (1860–1938), dem Begründer des Judo, der 1882 seinen Kodokan eröffnete. 1951 erreichte sie als eine von vier Frauen weltweit den 5. Dan und wurde gemeinsam mit Masako Noritomi Lehrerin am Kodokan.
1953 kam sie das erste Mal in die Vereinigten Staaten und entschied sich – nachdem sie von Kano aufgefordert wurde, den Frauen in der Welt Judo näherzubringen – in den USA zu bleiben und zu lehren. Nach Aufhebung des Verbots, Graduierungen höher als den 5. Dan an Frauen zu verleihen, erhielt Fukuda 1972 als erste weibliche Judoka den 6. Dan vom Kodokan. 2006 wurde ihr wiederum als erster Frau der 9. Dan verliehen. Die United States Judo Federation verlieh ihr am 28. Juli 2011 den 10.Dan, der jedoch bis zum gegenwärtigen Zeitpunkt noch nicht ausdrücklich vom Kodokan oder der International Judo Federation anerkannt ist.
Sie unterrichtete Judo auch in Frankreich, Australien, Kanada, Neuseeland, Norwegen und auf den Philippinen.
Fukuda war die letzte noch lebende Judoka, die von Kanō Jigorō unterrichtet wurde.
Bis zuletzt unterrichtete sie dreimal wöchentlich an der San-Francisco-Frauen-Judo-Schule (sōkō joshi jūdō club) im Ortsteil Noe Valley von San Francisco. Fukuda verstarb am 9. Februar 2013 in ihrem Haus in San Francisco.

## Auszeichnungen
- 1990: Orden des Heiligen Schatzes, 4. Klasse[3]

## Schriften
- Born for the mat; a Kodokan kata textbook for women. Keiko Fukuda, San Francisco 1973.
- Ju no kata: A Kodokan judo textbook, North Atlantic Books, Berkeley, California 2004, ISBN 1-55643-504-5.